# 볶음밥 (한국 음식)
볶음밥(문화어: 기름밥)은 쌀밥에 채소나 고기 등을 잘게 썰어 넣고 기름에 볶아 만든 음식이다. 주재료에 따라 김치볶음밥, 계란볶음밥, 야채볶음밥, 황금볶음밥 등으로 부를 수 있다. 닭갈비나 낙지볶음 등을 먹은 뒤, 김치와 김가루, 쌀밥을 넣어 후식으로 볶아 먹기도 한다. 한국의 중국집 볶음밥은 중국식 차오판의 영향을 받아 만들어졌으나 짜장 소스와 짬뽕 국물을 곁들이는 등 독특하게 발전했다.

## 사진

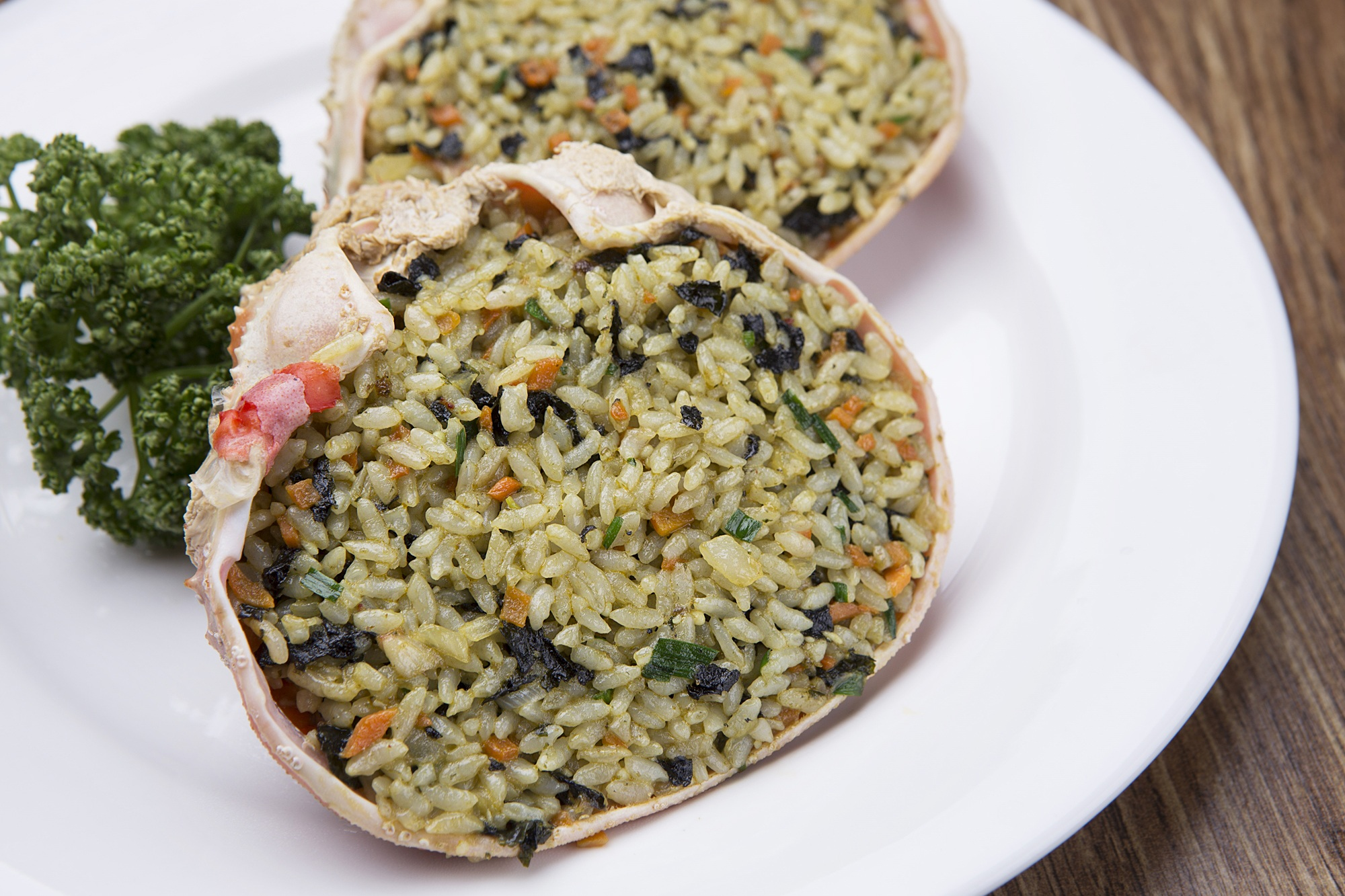
게딱지볶음밥
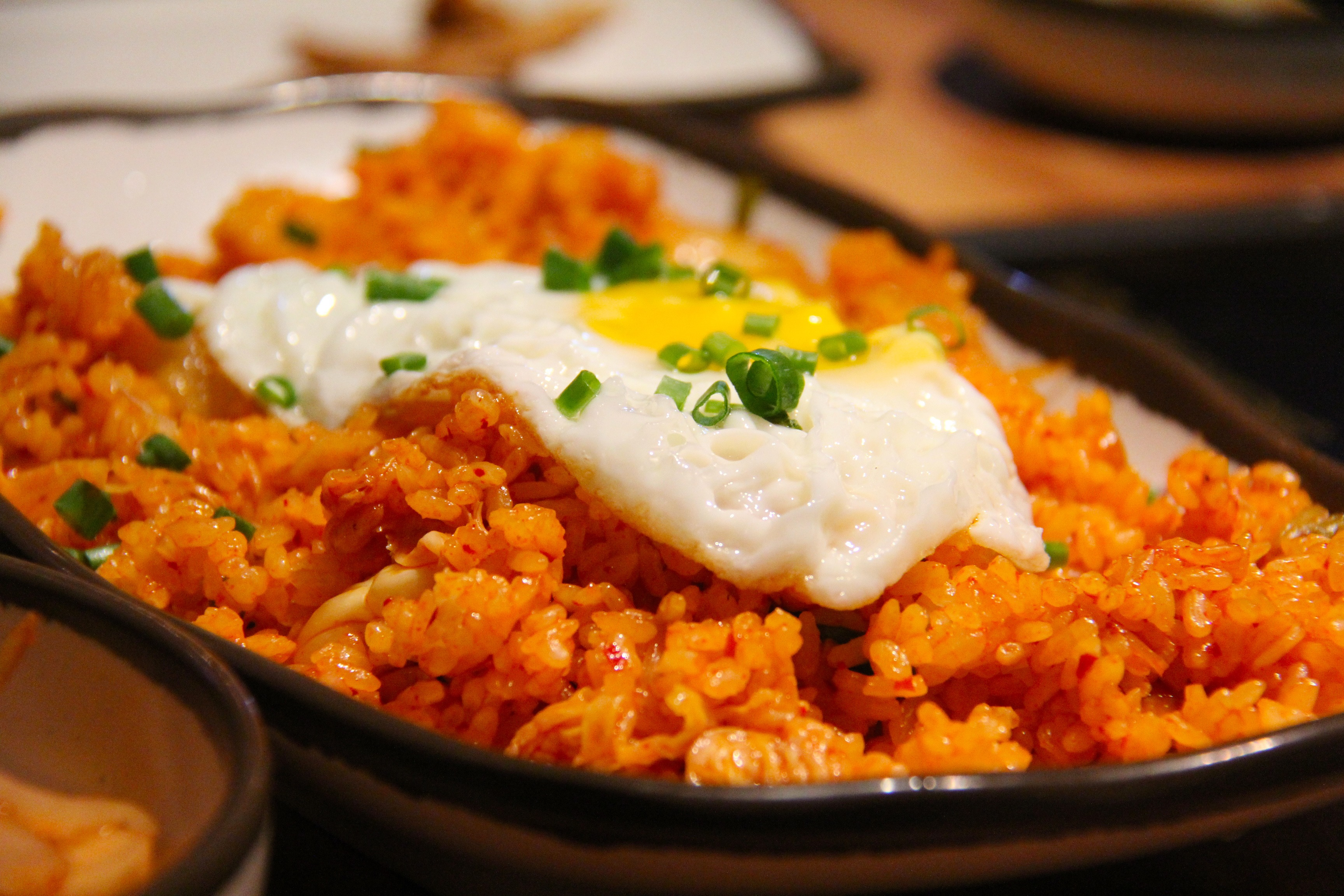
김치볶음밥
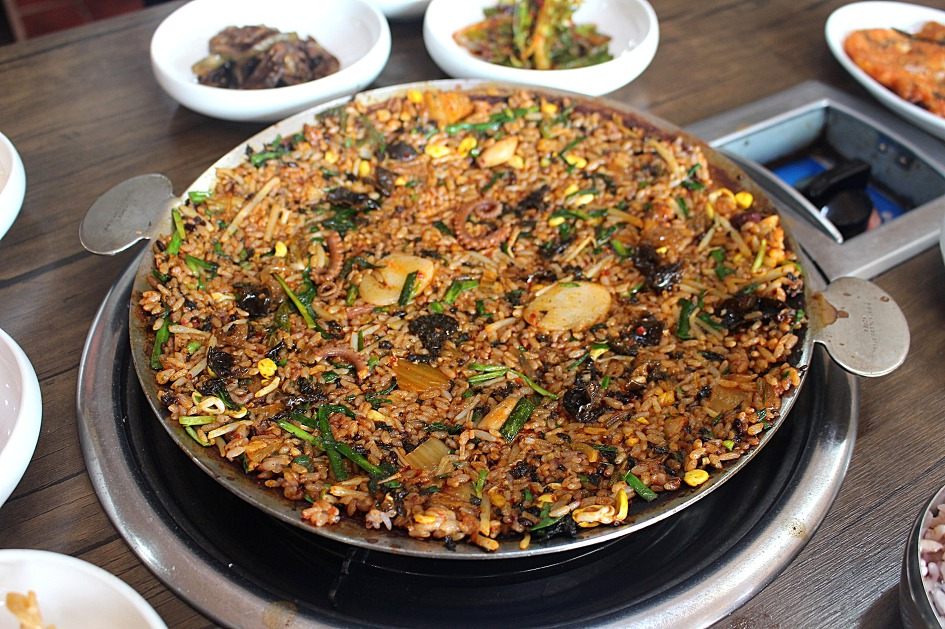
낙지전골 볶음밥
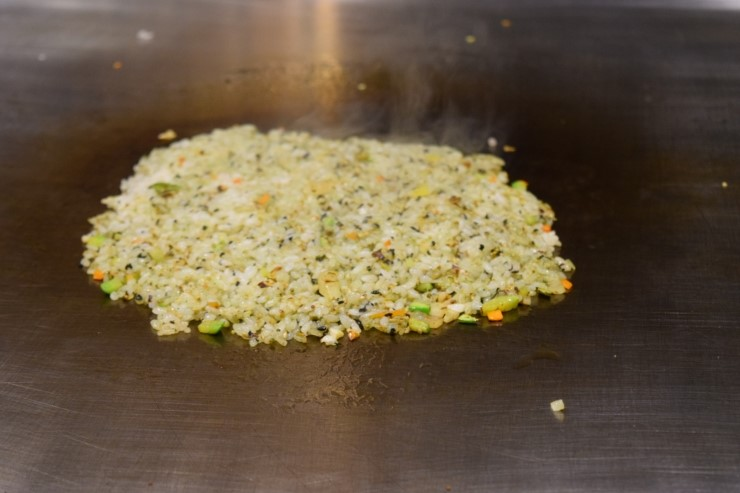
철판볶음밥

## 같이 보기
- 나시 고렝
- 차오판
- 카오 팟